# Lijst van rijksmonumenten in Nederweert (plaats)
De Nederlandse plaats Nederweert telt 25 inschrijvingen in het rijksmonumentenregister. Hieronder een overzicht.
| Object                          | Oorspronkelijke functie? | Bouwjaar                                  | Architect | Locatie                  | Coördinaten?                  | Nr.?   | Afbeelding        |
| ------------------------------- | ------------------------ | ----------------------------------------- | --------- | ------------------------ | ----------------------------- | ------ | ----------------- |
| Resten van een grenskerk        | Kerk en kerkonderdeel    | 1648                                      |           | Grashutdijk 1 (bij)      | 51° 18' 21" NB, 5° 39' 42" OL | 38431  | Meer afbeeldingen |
| Boerderij van het hoftype       | Boerderij                | 1757 (boerderij) 1787 (schuur met ankers) |           | Kerkstraat 29            | 51° 17' 4" NB, 5° 44' 57" OL  | 30314  | Meer afbeeldingen |
| Sint-Lambertuskerk              | Kerk en kerkonderdeel    | 1467 (toren) 1840 (schip en koor)         |           | Kerkstraat 58            | 51° 17' 10" NB, 5° 44' 53" OL | 30315  | Meer afbeeldingen |
| Grenspaal nabij 'De oude graaf' | Grensafbakening          |                                           |           | Grenspaal in Weerterbos  | 51° 18' 52" NB, 5° 40' 25" OL | 30316  | Upload foto       |
| Kazemat 13                      | Kazemat                  | 1940                                      |           | Roeven bij 3             | 51° 16' 19" NB, 5° 44' 40" OL | 526482 | Upload foto       |
| Kazemat 14                      | Kazemat                  | 1940                                      |           | Roeven bij 3             | 51° 16' 19" NB, 5° 44' 40" OL | 526483 | Kazemat 14        |
| Kazemat 15                      | Kazemat                  | 1940                                      |           | Roeven tegenover 12      | 51° 16' 35" NB, 5° 45' 24" OL | 526484 | Upload foto       |
| Kazemat 16                      | Kazemat                  | 1940                                      |           | Willemsvaart ongd        | 51° 16' 60" NB, 5° 43' 41" OL | 526485 | Upload foto       |
| Kazemat 17                      | Kazemat                  | 1940                                      |           | Rijksweg Zuid ongd       | 51° 17' 0" NB, 5° 45' 16" OL  | 526486 | Upload foto       |
| Kazemat 18                      | Kazemat                  | 1940                                      |           | Kanaaldijk ongd          | 51° 17' 40" NB, 5° 45' 9" OL  | 526487 | Upload foto       |
| Kazemat 19                      | Kazemat                  | 1940                                      |           | Kanaaldijk ongd          | 51° 18' 15" NB, 5° 45' 5" OL  | 526488 | Upload foto       |
| Kazemat 60                      | Kazemat                  | 1940                                      |           | Zuid-Willemsvaart ongd   | 51° 16' 19" NB, 5° 44' 42" OL | 526489 | Upload foto       |
| Kazemat 61                      | Kazemat                  | 1940                                      |           | Boeket bij 16            | 51° 17' 20" NB, 5° 43' 35" OL | 526490 | Upload foto       |
| Kazemat 62                      | Kazemat                  | 1940                                      |           | Boeket bij 16            | 51° 17' 20" NB, 5° 43' 35" OL | 526491 | Upload foto       |
| Kazemat 63                      | Kazemat                  | 1940                                      |           | Aan 't Ven 7             | 51° 17' 24" NB, 5° 43' 35" OL | 526492 | Upload foto       |
| Schuttersput X1                 | Waarnemingspost          | 1939                                      |           | Rijksweg Noord ongd      | 51° 18' 15" NB, 5° 45' 5" OL  | 526493 | Upload foto       |
| Schuttersput X2                 | Waarnemingspost          | 1939                                      |           | Rijksweg Noord ongd      | 51° 18' 15" NB, 5° 45' 5" OL  | 526494 | Upload foto       |
| Overlaat S3                     | Waterkering en -doorlaat | 1939                                      |           | Zuid Willemsvaart ongd   | 51° 16' 22" NB, 5° 45' 2" OL  | 526495 | Upload foto       |
| Kazemat 64                      | Kazemat                  | 1939                                      |           | Wetering ongd            | 51° 18' 15" NB, 5° 45' 5" OL  | 526496 | Upload foto       |
| Kazemat 65                      | Kazemat                  | 1939                                      |           | Heerweg bij 9            | 51° 17' 36" NB, 5° 43' 56" OL | 526497 | Upload foto       |
| Kerkhofkapel                    | Kapel                    | 1892-1903                                 |           | Kerkstraat bij 58        | 51° 17' 11" NB, 5° 44' 57" OL | 526498 | Meer afbeeldingen |
| Waterkrachtcentrale Roeven      | Nutsbedrijf              | 1921                                      |           | Roeven 3                 | 51° 16' 15" NB, 5° 45' 48" OL | 526501 | Meer afbeeldingen |
| Voormalige pastorie             | Kerkelijke dienstwoning  | 1883                                      |           | Schoolstraat 5           | 51° 17' 10" NB, 5° 45' 2" OL  | 526503 | Meer afbeeldingen |
| Siem                            | Werk-woonhuis            | 1659                                      |           | Kerkstraat 56            | 51° 17' 9" NB, 5° 44' 53" OL  | 526837 | Meer afbeeldingen |
| Duiker S4                       | Kazemat                  | 1939                                      |           | Kanaal Wessem-Nederweert | 51° 16' 22" NB, 5° 45' 44" OL | 527332 | Upload foto       |